# Korg Triton
El Korg Triton es un sintetizador y workstation característico por la funcionalidad sampler (toma de muestras) y secuenciador lanzado en 1999. El Triton utiliza HI Synthesis como generador de sonidos, y está disponible en varios modelos con diferentes opciones de actualización. El Korg Triton es mundialmente famosa entre muchos músicos por ser un punto de referencia de la tecnología de teclado, y ampliamente apareció en videos musicales y conciertos en vivo. En el NAMM Show 2007, Korg anunció al sucesor del Triton: El Korg M3.

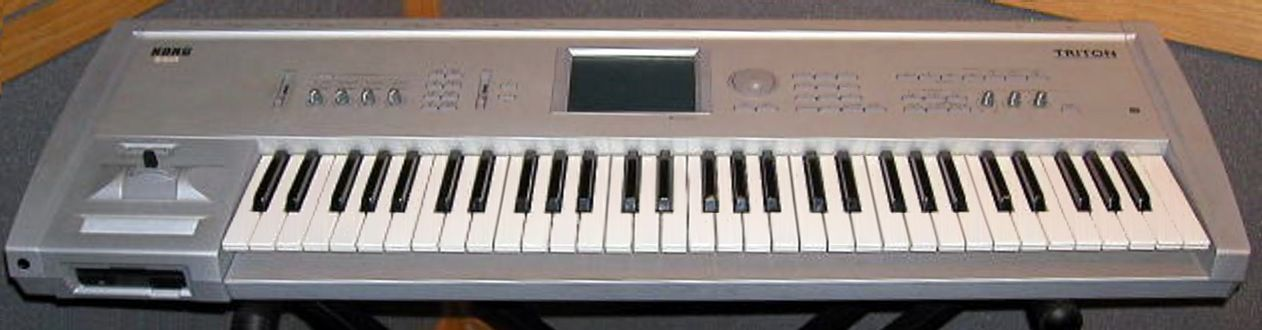
Korg Triton Classic

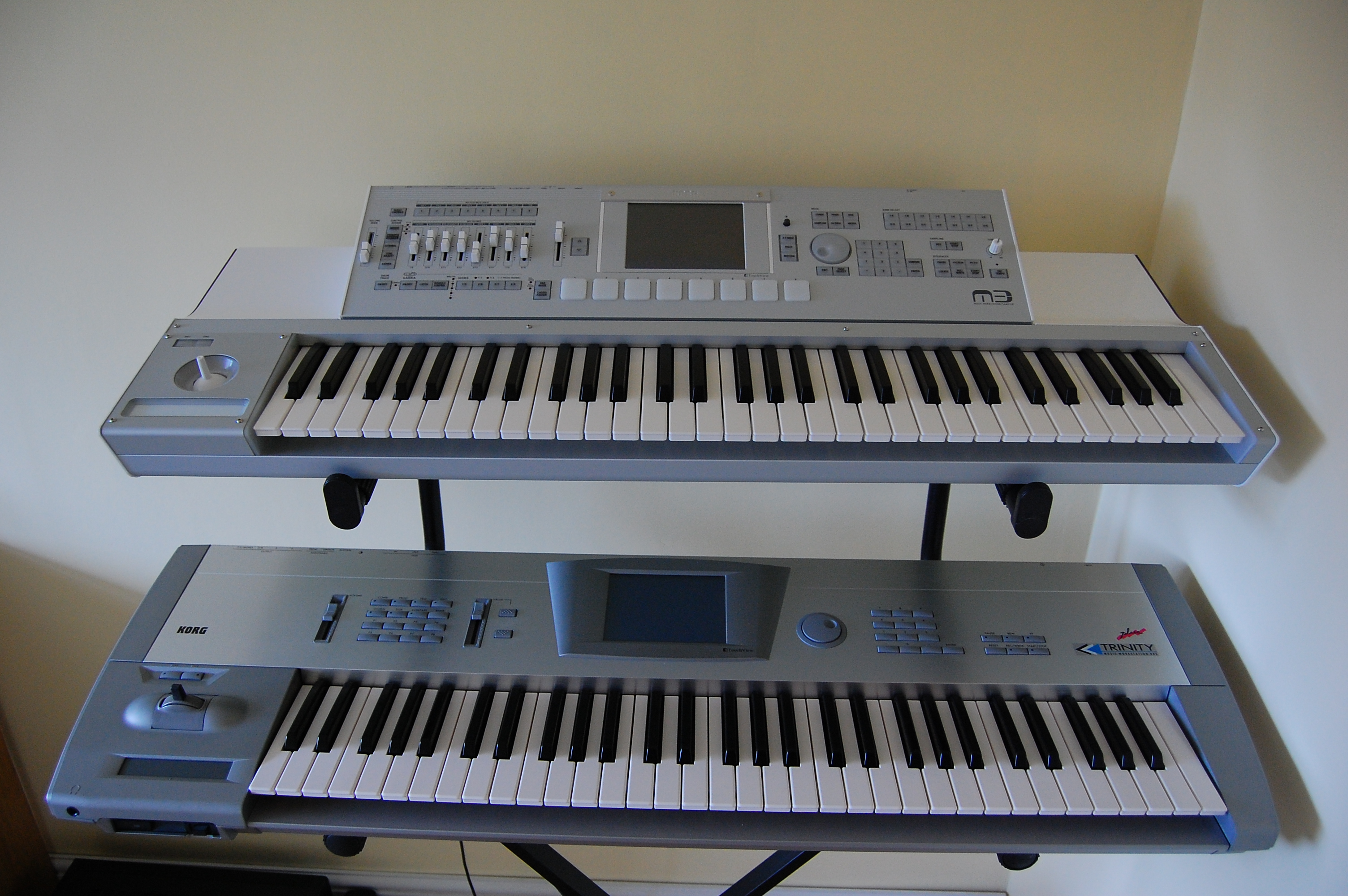
Successor, Korg M3 and
predecessor, Korg Trinity

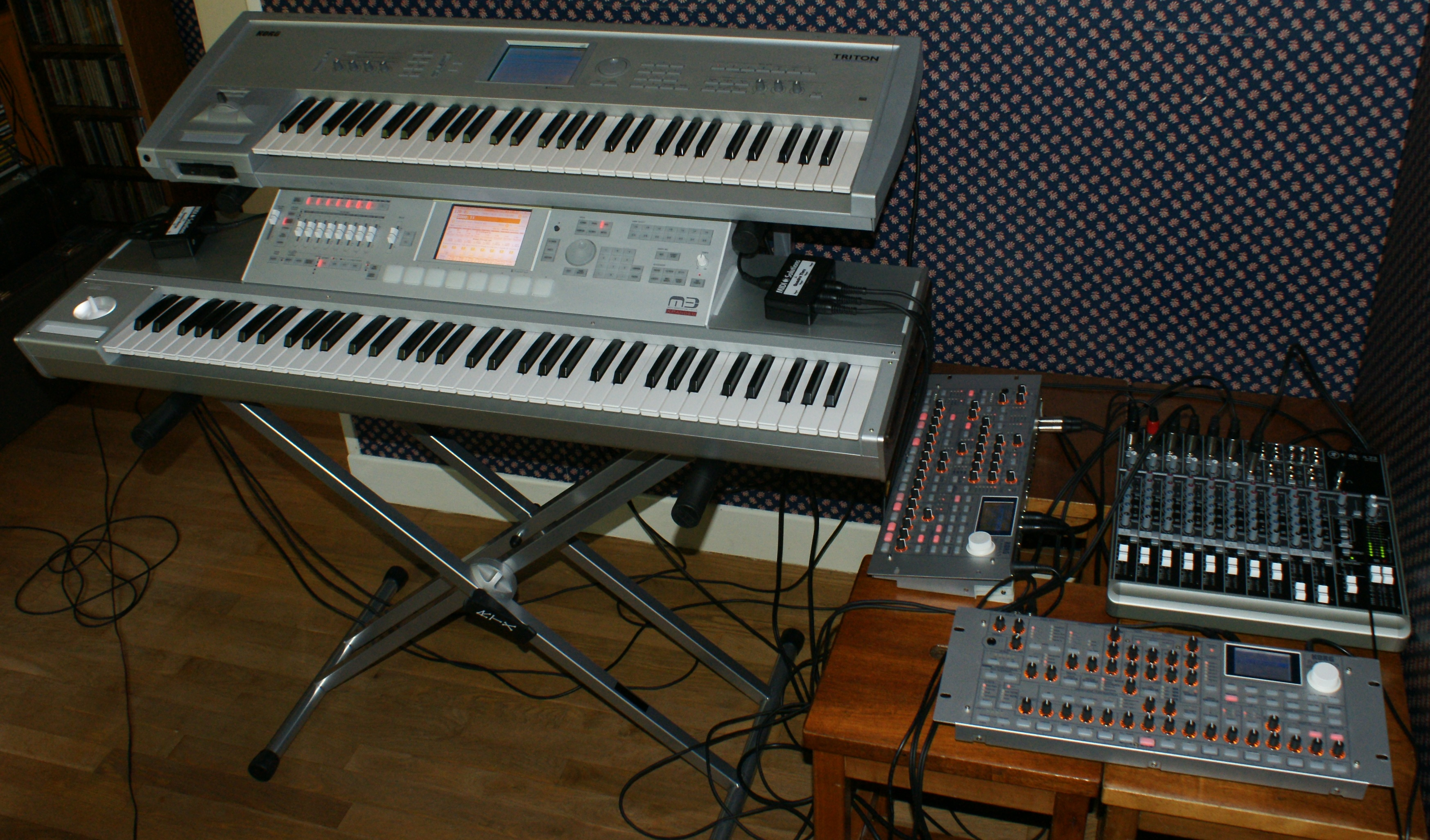
KORG M3, KORG Triton, 2 KORG Radias-R et Mackie 1402 VLZ3 + Boîtiers MIDI Merge et Thru (respectivement à G et à D sur le M3)

## Historia
La línea Korg Triton se puede ver como los descendientes directos de las anteriores líneas de Korg Trinity Music Workstation. Son estéticamente y funcionalmente muy similar. El Trinity tuvo convenciones de nombres similares con el Triton Classic, con el Pro y Pro X está designada para los modelos con 76 y 88 teclas respectivamente.
El Triton original, introdujo muchas mejoras con respecto al Trinity, como 62 notas de polifonía, doble arpegiador, función sampler, mayor disponibilidad de efectos, rápido sistema operativo y más controladores de tiempo real. Sin embargo, para gran sorpresa de los músicos y revistas, que perdió las pistas de audio del secuenciador, entrada y salida digital, y la sección de filtro digital fue degradada, lo que limita la síntesis basada en muestras. Las muestras de piano originales, que son un elemento fundamental de la evaluación en los sintetizadores caros y estaciones de trabajo de música, fueron aún más criticado, a pesar de la RAM de muestras integrado podría compensar esto. Con el tiempo, algunas de estas deficiencias fueron fijados, como la conectividad digital, y mejores muestras de piano fueron enviados por modelos más nuevos, sin embargo, la sección de filtro de síntesis basado en muestras no se mejoró. Algunos de grabación de audio de 2 vías limitada esta en las revisiones posteriores del Triton Studio, mientras que el Triton Extreme añade en vías de apoyo de muestreo, que permite a las muestras estéreo que se registran en el contexto de una secuencia MIDI y la activación automática de las muestras a su correcto lugares en la secuencia durante la reproducción. Mientras menos robusto en la función y uso, el muestreo en la pista no mitigar la falta de grabación de audio completo en el Triton Extreme.

## Modelos

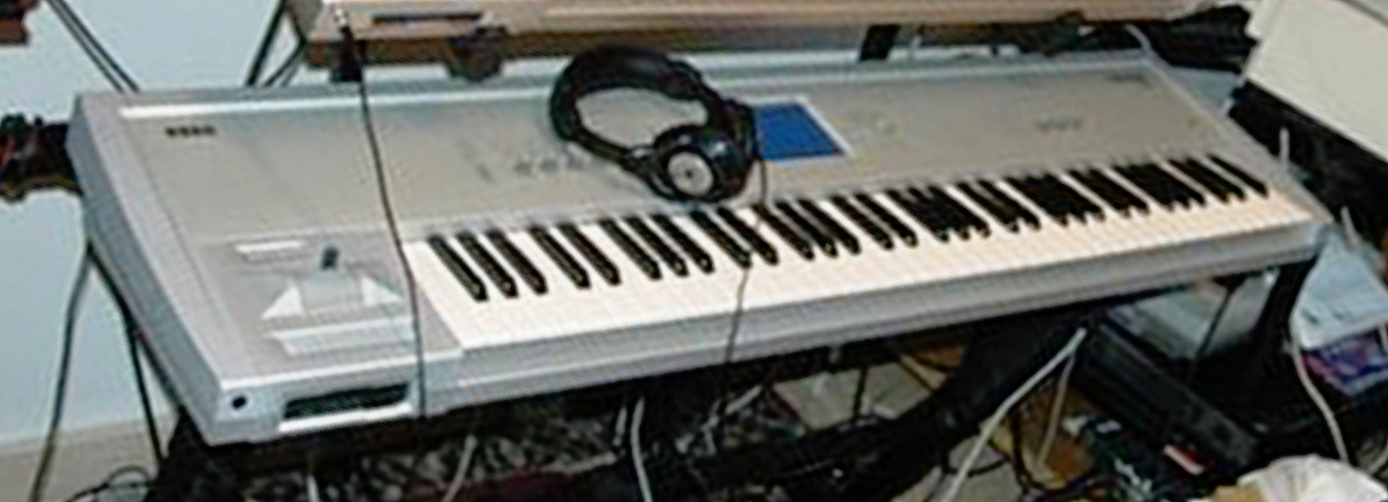
Korg Triton Pro

### Classic
Todos los teclados Triton se basan en el llamado Triton "Classic" lanzado en 1999. Sus opciones complementarias eran el MOSS, SCSI, varias tarjetas de expansión EXB-PCM y 64 MB RAM. Se trata de un teclado de 61 teclas.

### Pro y Pro X
"Pro" es un teclado versión 76 teclas, mientras que "ProX" es un teclado versión de 88 teclas.

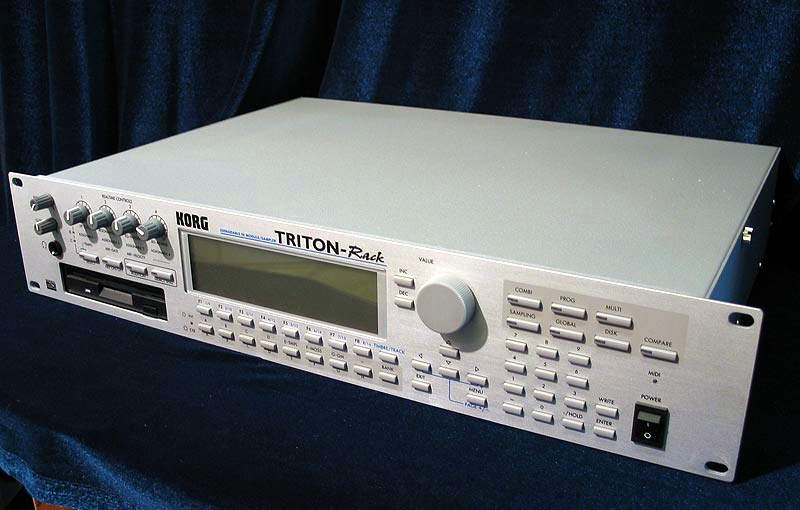
Korg Triton rack

### Rack
El Triton Rack fue la versión montable en rack del Triton. Como los músicos lo utilizaban como un módulo de sonidos en lugar de una completa workstation, y era necesaria la presencia de un teclado externo MIDI, se diseñó con diferentes características. 
Aunque no tenía teclado integrado, tenía la ventaja de que se podían instalar hasta ocho tarjetas externas EXB, que contenían sonidos adicionales. Además ofrecía una salida digital S/PDIF integrada. 
También soportaba una interfaz digital EXB-DI, salida para ADAT con sincronización de pulsos, o bien, la opción EXB-mLAN, que proveía de una salida tipo mLAN

### KARMA
El Korg KARMA fue lanzado en 2001 con la tecnología de síntesis de Triton con 2 ranuras PCM y ranura MOSS pero sin la funcionalidad de muestreo. En su lugar, incluido el sistema de música KARMA más especializado. Solo estaba disponible en una versión de 61 teclas (con un teclado de menor calidad que el Triton).

### Le
El Triton Le, lanzado en 2002, era una versión reducida, simplificada del Triton original (lanzado en 1999). Sustituyó a la pantalla táctil de gran tamaño por un gráfico más convencional, más pequeño LCD. El controlador de cinta y unidad de disquete se omitieron en la transición por lo que SmartMedia ofrecieron en su lugar. Otro cambio, fueron las teclas (más ligeras y baratas que las usadas en el rango de Trinity/Triton), y la sección de efectos. Dando un paso atrás de las poderosas secciones de efectos que se encuentran en la serie Trinity/Triton, la sección de la Le se redujo de cinco FX de inserción a solo dos y un efecto máster. El MOSS, un tablero basado en Z1], no puede ser instalado en el Le. Sin embargo, el secuenciador y el arpegiador siguieron siendo tan potentes como en el Triton original.

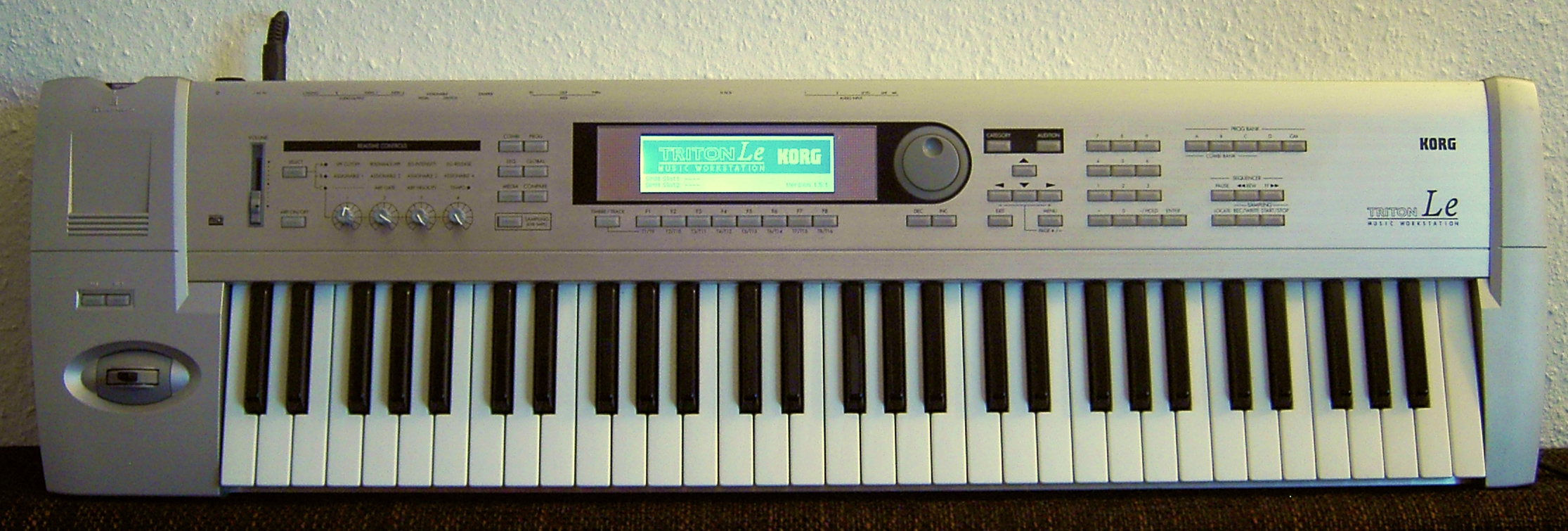
Korg Triton "Le"

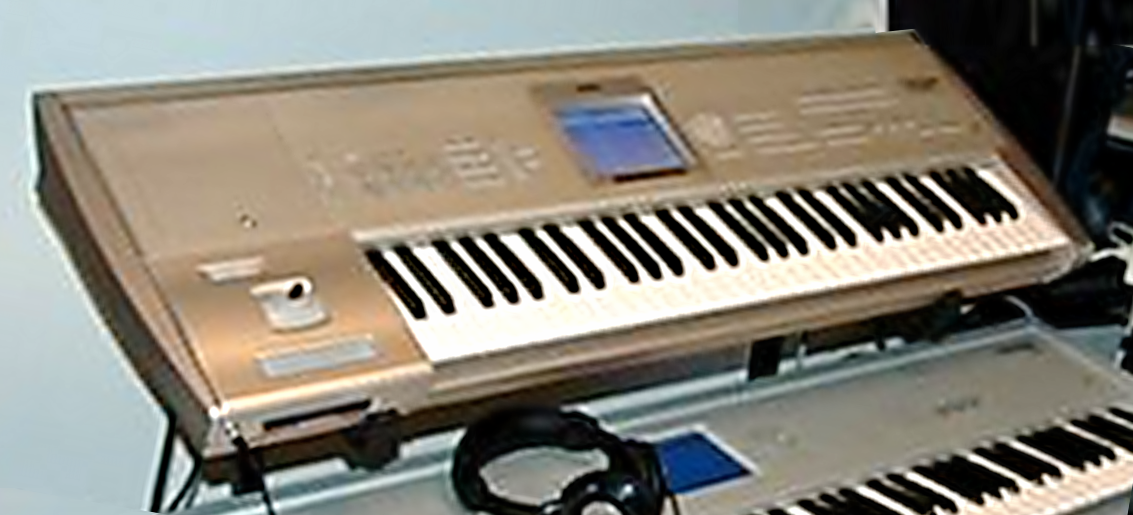
Korg Triton Studio

A un precio mucho más bajo que los tritones originales, el Le fue sin embargo un éxito comercial. La memoria RAM de la muestra en la placa puede cargar muestras desde la ranura SmartMedia, sin la tabla de muestreo equipado.
Una edición especial de Le fue lanzado con un cuerpo negro, que no se debe confundir con el posterior Korg TR.
Tres versiones del Triton "Le" son disponibles:

Triton Le 61 – 61 teclas

Triton Le 76 – 76 teclas

Triton Le 88 – 88 teclas (RH2 Real Weighted Hammer action)

### Studio
El Triton Studio, lanzado en 2002, tenía todas las características del "Classic" y añadía una entrada y una salida S/PDIF incorporadas. También se incluyó el EXB 08 - Muestra de piano de cola de concierto, que ofrecía una calidad de sonido de piano mucho más alta que los modelos anteriores, así como espacio para siete placas de expansión más (ya que el número 8 es de cableado duro). Se puede equipar con una unidad opcional disco duro, CD-R/W, EXB-DI con ADAT o EXB-mLAN con mLAN.

### Extreme
En 2004, Korg lanzó el Triton Extreme, que tiene muchas de las características del estudio (como la totalidad de la ROM PCM desde el modelo de estudio), además de la totalidad de los conjuntos de muestras de mayor venta Ataque Trance de Korg, Orchestral Collection, y Archivos de la vendimia de expansión tableros, así como los "mejores" de Korg Danza Extreme, Studio Essentials y Teclados Pianos / Classic colecciones. También cuenta con nuevos datos PCM que no está disponible en otros modelos Triton incluyendo la mejora de los pianos y guitarras acústicas que le dan una amplia gama de sonido, 160 MB en total en comparación con el 32 MB de ROM del clásico de Tritón. También se incluyen en el Triton Extreme es circuito Valve Force, el uso de un tubo de vacío y un transistor de ultra ganancia analógica para permitir más cálido, los sonidos de la guitarra amperios-como para más extrema saturación analógica / suena la distorsión, y es especialmente útil para los cojines y los órganos deliciosas calientes, y la adición de profundidad y realismo a los sonidos acústicos, especialmente el piano. A diferencia de los Tritones anteriores, que eran de color blanco plateado, el Extreme cuenta con un color azul profundo. Al igual que el Tritón "Classic" y de estudio, el Triton Extreme incluye una interfaz de pantalla táctil, junto con los mandos y botones habituales. Se puede utilizar un cable USB para conectar con un PC, lo que permite el intercambio de muestras, programas de audio, secuencias y otros archivos compatibles con Tritón a través de una tarjeta CompactFlash instalable. CompactFlash y Microdrive tarjetas de hasta 8 GB son compatibles, negando la necesidad de probar directamente en la memoria RAM. El puerto USB también permite el control de sintetizadores de software y aplicaciones host más de MIDI. Sin embargo, a diferencia del clásico, de estudio, y las versiones de rack, el extremo puede no estar equipado con placas de expansión de la muestra debido a las ROMs de expansión de haber sido pre-instalado. Sin embargo, es compatible con la tarjeta de MOSS, como es hasta 96 MB de memoria RAM de la muestra. También faltan SCSI y mLAN. Además, la opción ADAT no estaba disponible, pero había estéreo óptica S / PDIF entresijos, a pesar de que es imposible utilizar el tubo de la válvula de la Fuerza con ellos. Además, hay otro conector USB tipo A, que se puede utilizar para conectar un disco duro USB o una unidad de CD-R para hacer CDs de música y cargar AKAI librerías de muestras de formato. El secuenciador se actualizó con el muestreo en la pista.

### TR

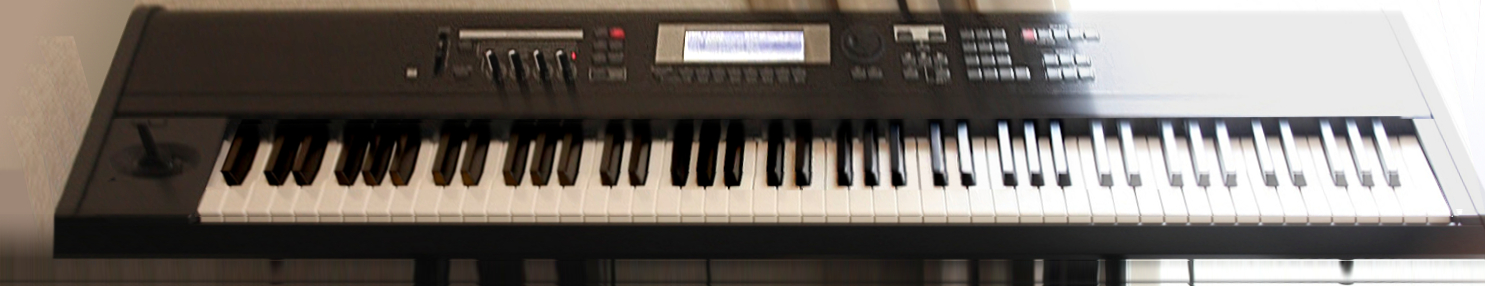
Korg TR88 (2007)

Lanzado en 2006, el TR es similar al Triton Le sino que ha ampliado los programas y combinaciones ROM y adicionales. También utiliza un cable USB para la conexión de datos con un PC. El TR también sustituye a la ranura para tarjetas SmartMedia que se encuentra en el Le con una ranura para tarjetas SD. Aunque es similar, no debe confundirse con el Triton Le negro, que fue lanzado como una serie limitada. Características: mejora la calidad de piano.
Tres versiones del TR son disponibles:

TR 61 – 61 teclas

TR 76 – 76 teclas

TR 88 – 88 teclas (RH2 Real Weighted Hammer action)

### X50 y MicroX
Lanzados en 2007, estos teclados estaban orientados hacia el extremo inferior del mercado, y en consecuencia se construyen más ligero, con menos funciones. Ellos contienen el mismo motor de síntesis de HI se encuentra en el TR con la ROM Triton básico más la ROM extendida: el X50 mantiene la misma ROM extendida como la TR, mientras que la ROM extendida MicroX se centra más en tambor y las muestras de percusión. Tampoco tiene la capacidad de secuenciación o la ampliación de la TR. Conexión USB queda disponible para el control MIDI de alta velocidad (y utilizar el plug-in incluye editor), pero incompatibilidades con los otros Tritones dificultan el uso de las bibliotecas de los teclados. La diferencia entre los dos teclados es en escala y el diseño de control: el X50 es un teclado de 61 teclas con ruedas de pitch y modulación, mientras que el MicroX es solo 25 teclas, pero mantiene la palanca de mando Triton. También pierden aftertouch que se encuentra en el teclado TR. El X50 y MicroX incluyen un software de edición / librería de parches y plug-in para el control DAW (VST), que permite la importación y exportación de archivos compatibles con Triton. Al igual que con la LE, el MicroX y X50 tiene dos efecto de inserción (IFX) y un efecto máster (MFX), a diferencia de los otros Tritones que tienen cinco IFX y dos MFXal igual que el TR.

### Triton Taktile

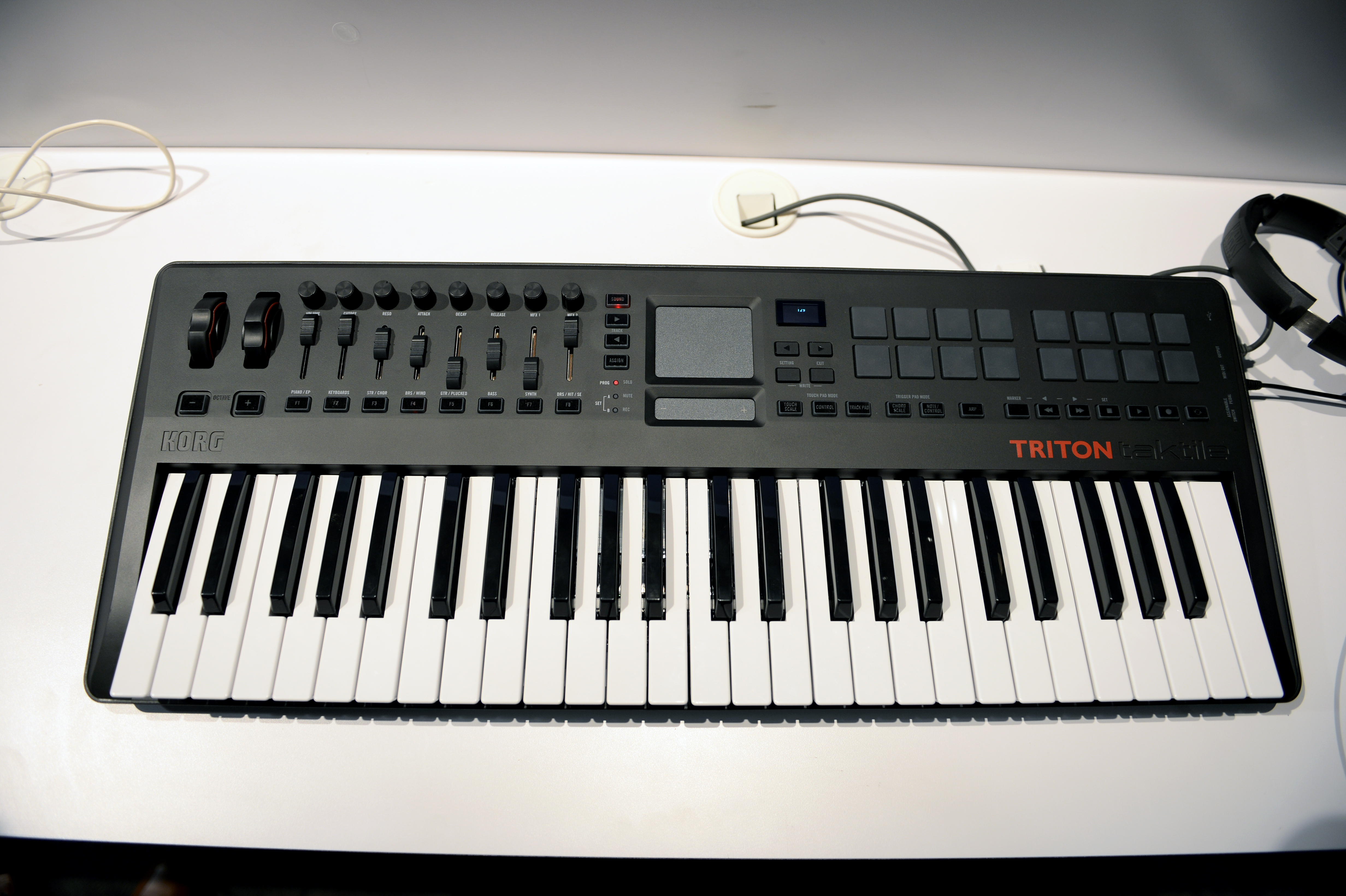
Korg Triton Taktile

Un controlador alimentado por USB con los 512 programas del banco original de fábrica del Classic, el Triton Taktile se ofrece en versiones de 25 y 49 teclas, con el mismo teclado semipesado (aunque sin aftertouch) utilizado en el KROME. Incluye un pad táctil heredada del Kaossilator que te permite tocar melodías usando solo un dedo, pads de disparo sensibles a la velocidad (16 en la tecla 49, 8 en la tecla 25) que te permiten generar acordes en la tecla y la escala de su elección, un arpegiador, controlador de cinta, controles deslizantes e interruptores. La salida de audio es una mini toma de auriculares estéreo 1/8. Los sonidos integrados no pueden editarse, dividirse en capas o dividirse, y la reproducción es mono-tímbrica.

## Características
Todos los modelos, excepto el Triton Rack, X50, Micro-X y KARMA están disponibles en 61, 76 y 88 teclas. También se pueden mejorar con una mayor muestra de EDO RAM y tarjetas de expansión de Triton para sonidos adicionales (el Triton Le es el único miembro de la familia que no ofrece esta función y, por lo tanto, debe ser considerada como la "caja cerrada"). El Triton "Classic", Extreme, y Studio jactó capacidades de pantalla táctil. La KARMA, Le y Rack, sin embargo, utilizar una pantalla más convencional.

## Suspensión
Casi todos los modelos de la gama de modelos Korg Triton ya han sido descontinuados.

## Especificaciones técnicas
| Modelo         | Año de lanzamiento | Tamaño de ROM, MB        | Características | Polifonía    | Número de teclas |
| -------------- | ------------------ | ------------------------ | --- | ------------ | ---------------- |
| Triton         | 1999               | 32                       | Secuenciador, sampler | 62           | 61/76/88         |
| Triton Rack    | 2000               | 32                       | Sampler | 60           | Ninguno          |
| KARMA          | 2001               | 32                       | Sequenciador, KARMA | 62           | 61               |
| Triton Le      | 2002               | 32                       | Secuenciador de 16 pistas MIDI, sampler (opcional)                                                                                                  | 62           | 61/76            |
| Triton Le 88   | 2002               | 32 + 16 (piano bank)     | Secuenciador de 16 pistas MIDI, sampler (opcional)                                                                                                  | 62           | 88               |
| Triton Studio  | 2002               | 32 + 16 (banco de piano) | Secuenciador, S/PDIF, CD-ROM, opción HDD | 60 × 2 banks | 61/76/88         |
| Triton Extreme | 2004               | 160                      | Secuenciador, Valve Force circuitry (usa una válvula 12AU7 "Russian Bullet"), USB MIDI link, ranura para tarjeta CF, sampler with in-track sampling | 60 × 2 banks | 61/76/88         |
| TR 61/76/88    | 2006-07            | 64                       | Secuenciador, USB MIDI link, ranura para Tarjeta SD, 64Mb PCM, sampler (opcional)                                                                   | 62           | 61/76/88         |
| MicroX         | 2007               | 64                       | USB MIDI link, 64Mb PCM: 32Mb Triton Classic + 32Mb unique, Editor Program Librarian software and Plugin (VST)                                      | 62           | 25               |
| X50            | 2007               | 64                       | USB, conectividad MIDI, 64Mb PCM: igual al TR, Editor Program Librarian software and Plugin (VST)                                                   | 62           | 61               |
| Triton Taktile | 2014               | 64                       | USB, conectividad MIDI, 64Mb PCM, Editor Program Librarian software and Plugin (VST), compatibilidad con VST, RTAS, etc.                            | 62           | 25/49            |

## Usuarios notables
Esta lista representa una amplia (pero no completa) gama de usuarios que han usado Korg Triton.
| - The Art Of Sound - Rodney Jerkins - Coldplay - Julie Allen - Lady Gaga - David Bowie - Dopplereffekt - Drumma Boy - Bryan Michael Cox - Danja - Paul Davis - Wesley Willis - Delinquent Habits - Jeremy Dawson - Chris Lowe - Spike Edney - Eloy Fritsch - Erna Siikavirta - Children of Bodom - Moby - Peter Gabriel - Jim Gilmour - Jan Hammer - Utada Hikaru - La Sonora de Tommy Rey | - Los Temerarios - Tuomas Holopainen - Roger Hodgson - Ronald Jenkees - Steinar Sverd Johnsen - Bradley Joseph - Bob Katsionis - Maynard James Keenan - Henrik Klingenberg - Vitalij Kuprij - Mustis - The Neptunes - Paul Oakenfold - Ryo Okumoto - David Paich - Marta Peterson - Greg Phillinganes - Tuomas Planman - Vadim Pruzhanov - Trent Reznor - BT - Phil Collins - Andy Stott - Lily Allen | - Jordan Rudess - Jae Deal - Derek Sherinian - Mike Shinoda - Serj Tankian - Timbaland - Traxamillion - Devin Townsend - Amit Trivedi - Rick Wakeman - Janne Wirman - Richard West - Ryan Leslie - Per Wiberg - Yanni - Joe Zawinul - Yuki Kajiura - Swizz Beats - The Cooper Temple Clause - Tommy Rogers - Kirmes Musikanten - Jun Senoue - Tsumugi Kotobuki - Dr. King Cobra |